# Xavier Dietlin
Xavier Dietlin (Lausanne, 5 november 1969) is een Zwitsers voormalig voetballer die speelde als aanvaller.

## Carrière
Dietlin speelde van 1989 tot 1990 voor FC Malley. Hij maakte in 1990 de overstap naar Servette Genève waar hij speelde tot in 1994, hij werd een jaar uitgeleend aan FC Sion.
Hij speelde twee interlands voor Zwitserland waarin hij niet tot scoren kwam.